# Walter Mazzarri
Walter Mazzarri (* 1. října 1961 San Vincenzo, Itálie) je italský fotbalový trenér a bývalý fotbalista, který hrával na pozici záložníka.

## Trenérská kariéra
Po čtrnáctileté hráčské kariéře v italských klubech, během níž odehrál také 33 utkání v Serii A v dresu Cagliari a Empoli, trénoval Mazzarri několik menších italských klubů a v roce 2004 se stal trenérem Regginy, kterou ve třech po sobě jdoucích sezonách dokázal udržet v italské Serie A, přičemž v poslední sezoně se mu to podařilo i přes jedenáctibodový odpočet.

### UC Sampdoria
Dne 31. května 2007 se stal novým trenérem Sampdorie Janov. S pomocí útočné dvojice Antonio Cassano a Giampaolo Pazzini dovedl tým hned ve své první sezóně k postupu do Poháru UEFA a v následujícím roce se dostal do finále Coppa Italia. Mazzarri opustil Sampdorii po vzájemné dohodě na konci sezony 2008/09.

### Neapol
V roce 2009 se přesunul do Neapole. S útočným triem Ezequiel Lavezzi, Edinson Cavani a Marek Hamšík, přezdívaným I tre tenori ("Tři tenoři"), pomohl týmu v roce 2011 poprvé v historii klubu kvalifikovat se do Ligy mistrů UEFA a v následující sezoně s týmem vyhrál Coppa Italia, což byla první trofej klubu po více než 20 letech. V sezóně 2012/13 dokázal s Neapolí v Serii A obsadit druhé místo, což bylo nejlepší ligové umístění klubu za posledních 20 let.

### Inter Milán
V roce 2013 se stal hlavním trenérem milánského Interu, poté, co byl Andrea Stramaccioni odvolán kvůli špatným výkonům v sezóně 2012/13. Po sérii neuspokojivých výsledků, kdy se Inter nacházel v Serii A na devátém místě, byl 14. listopadu 2014 z klubu propuštěn.

### Watford
Dne 21. května 2016 se poprvé vydal za hranice Itálie, když podepsal smlouvu s anglickým Watfordem, aniž by uměl anglicky. Mazzarri v sezóně 2016/17 skončil s Watfordem na nesestupovém 17. místě v anglické nejvyšší soutěži, v létě ale klub opustil.

### Turín
Dne 4. ledna 2018 byl Mazzarri jmenován manažerem Turína, kde nahradil Sinišu Mihajloviće. V sezóně 2018/19 dovedl tým na sedmou příčku v lize a k postupu do Evropské ligy UEFA, v níž došel Turín do čtvrtého předkola, kde vypadli padl s Wolverhamptonem Wanderers. 4. února 2020 byl Mazzarri odvolán po porážkách 7:0 a 4:0 s Atalantou a Lecce.

### Cagliari
Dne 15. září 2021 podepsal Mazzarri tříletou smlouvu s klubem Serie A Cagliari. Během jeho působení se Cagliari nepodařilo zlepšit výkony a tři zápasy před koncem sezóny 2021/22 se ocitlo na sestupových pozicích, což vedlo k odvolání Mazzarriho 2. května 2022.

### Neapol (návrat)
Dne 14. listopadu 2023 se Mazzarri po deseti letech vrátil na lavičku Neapole, kde nahradil Rudiho Garciu.

## Trenérská statistika
| Sezóna              | Klub                | Liga                | Liga   | Liga  | Liga   | Liga   | Liga                                    | Ligové poháry | Ligové poháry | Ligové poháry | Ligové poháry | Ligové poháry | Ligové poháry    | Kontinentální poháry | Kontinentální poháry | Kontinentální poháry | Kontinentální poháry | Kontinentální poháry | Kontinentální poháry | Celkem | Celkem | Celkem | Celkem |
| Sezóna              | Klub                | Soutěž              | Zápasy | Výhry | Remízy | Prohry | Umístění                                | Soutěž        | Zápasy        | Výhry         | Remízy        | Prohry        | Úspěch           | Soutěž               | Zápasy               | Výhry                | Remízy               | Prohry               | Úspěch               | Zápasy | Výhry  | Remízy | Prohry |
| ------------------- | ------------------- | ------------------- | ------ | ----- | ------ | ------ | --------------------------------------- | ------------- | ------------- | ------------- | ------------- | ------------- | ---------------- | -------------------- | -------------------- | -------------------- | -------------------- | -------------------- | -------------------- | ------ | ------ | ------ | ------ |
| 2001/02             | Acireale            | Serie C2            | 31     | 10    | 10     | 11     | nastoupil v září, 9. místo              | -             | 0             | 0             | 0             | 0             | -                | -                    | 0                    | 0                    | 0                    | 0                    | -                    | 31     | 10     | 10     | 11     |
| 2002/03             | Pistoiese           | Serie C1            | 34     | 11    | 11     | 12     | 10. místo                               | IP            | 3             | 1             | 0             | 2             | -                | -                    | 0                    | 0                    | 0                    | 0                    | -                    | 37     | 12     | 11     | 14     |
| 2003/04             | Livorno             | Serie B             | 46     | 20    | 19     | 7      | 3. místo (postup)                       | IP            | 1             | 0             | 1             | 0             | -                | -                    | 0                    | 0                    | 0                    | 0                    | -                    | 47     | 20     | 20     | 7      |
| 2004/05             | Reggina             | Serie A             | 38     | 10    | 14     | 14     | 10. místo                               | IP            | 2             | 0             | 0             | 2             | -                | -                    | 0                    | 0                    | 0                    | 0                    | -                    | 40     | 10     | 14     | 16     |
| 2005/06             | Reggina             | Serie A             | 38     | 11    | 8      | 19     | 13. místo                               | IP            | 2             | 1             | 0             | 1             | -                | -                    | 0                    | 0                    | 0                    | 0                    | -                    | 40     | 12     | 8      | 20     |
| 2006/07             | Reggina             | Serie A             | 38     | 12    | 15     | 11     | 14. místo                               | IP            | 5             | 3             | 2             | 0             | osmifinále       | -                    | 0                    | 0                    | 0                    | 0                    | -                    | 43     | 15     | 17     | 11     |
| Celkem za Regginu   | Celkem za Regginu   | Celkem za Regginu   | 114    | 33    | 37     | 44     | -                                       | -             | 9             | 4             | 2             | 3             | -                | -                    | 0                    | 0                    | 0                    | 0                    | -                    | 123    | 37     | 39     | 47     |
| 2007/08             | Sampdoria           | Serie A             | 38     | 17    | 9      | 12     | 6. místo                                | IP            | 4             | 1             | 1             | 2             | čtvrtfinále      | Int.+PU              | 2+4                  | 2+1                  | 0+3                  | 0+0                  | -                    | 48     | 21     | 13     | 14     |
| 2008/09             | Sampdoria           | Serie A             | 38     | 11    | 13     | 14     | 13. místo                               | IP            | 5             | 2             | 2             | 1             | Stříbrná medaile | PU                   | 8                    | 4                    | 1                    | 3                    | -                    | 51     | 17     | 16     | 18     |
| Celkem za Sampdorii | Celkem za Sampdorii | Celkem za Sampdorii | 76     | 28    | 22     | 26     | -                                       | -             | 9             | 3             | 3             | 3             | -                | -                    | 14                   | 7                    | 4                    | 3                    | -                    | 99     | 38     | 29     | 32     |
| 2009/10             | Neapol              | Serie A             | 31     | 13    | 13     | 5      | nastoupil v říj., 6. místo              | IP            | 2             | 1             | 0             | 1             | -                | -                    | 0                    | 0                    | 0                    | 0                    | -                    | 33     | 14     | 13     | 6      |
| 2010/11             | Neapol              | Serie A             | 38     | 21    | 7      | 10     | Bronzová medaile                        | IP            | 2             | 1             | 1             | 0             | -                | EL                   | 10                   | 3                    | 5                    | 2                    | -                    | 50     | 25     | 13     | 6      |
| 2011/12             | Neapol              | Serie A             | 38     | 16    | 13     | 9      | 5. místo                                | IP            | 5             | 4             | 0             | 1             |                  | LM                   | 8                    | 4                    | 2                    | 2                    | osmifinále           | 51     | 24     | 15     | 12     |
| 2012/13             | Neapol              | Serie A             | 38     | 23    | 9      | 6      | Stříbrná medaile                        | IP+IS         | 1+1           | 0             | 0             | 1+1           | -                | EL                   | 8                    | 3                    | 0                    | 5                    | -                    | 48     | 26     | 9      | 13     |
| 2013/14             | Inter               | Serie A             | 38     | 15    | 15     | 8      | 5. místo                                | IP            | 3             | 2             | 0             | 1             | osmifinále       | -                    | 0                    | 0                    | 0                    | 0                    | -                    | 41     | 17     | 15     | 9      |
| 2014                | Inter               | Serie A             | 11     | 4     | 4      | 3      | propuštěn v lis.                        | IP            | 0             | 0             | 0             | 0             | -                | EL                   | 6                    | 4                    | 2                    | 0                    | -                    | 17     | 8      | 6      | 3      |
| Celkem za Inter     | Celkem za Inter     | Celkem za Inter     | 49     | 19    | 19     | 11     | -                                       | -             | 3             | 2             | 0             | 1             | -                | -                    | 6                    | 4                    | 2                    | 0                    | -                    | 58     | 25     | 21     | 12     |
| 2016/17             | Watford             | Premier League      | 38     | 11    | 7      | 20     | 17. místo                               | AP+ALP        | 2+1           | 1+0           | 0             | 1+1           | -                | -                    | 0                    | 0                    | 0                    | 0                    | -                    | 41     | 12     | 7      | 22     |
| 2018                | Turín               | Serie A             | 19     | 8     | 5      | 6      | nastoupil v led., 9. místo              | IP            | 0             | 0             | 0             | 0             | -                | -                    | 0                    | 0                    | 0                    | 0                    | -                    | 19     | 8      | 5      | 6      |
| 2018/19             | Turín               | Serie A             | 38     | 16    | 15     | 7      | 7. místo                                | IP            | 3             | 2             | 0             | 1             | -                | -                    | 0                    | 0                    | 0                    | 0                    | -                    | 41     | 18     | 15     | 8      |
| 2019/20             | Turín               | Serie A             | 22     | 8     | 3      | 11     | propuštěn v úno.                        | IP            | 2             | 0             | 1             | 1             | -                | EL                   | 6                    | 3                    | 1                    | 2                    | -                    | 30     | 11     | 5      | 14     |
| Celkem za Turín     | Celkem za Turín     | Celkem za Turín     | 79     | 32    | 23     | 24     | -                                       | -             | 5             | 2             | 1             | 2             | -                | -                    | 6                    | 3                    | 1                    | 2                    | -                    | 90     | 37     | 25     | 28     |
| 2021/22             | Cagliari            | Serie A             | 32     | 6     | 9      | 17     | nastoupil v září a propuštěn byl v kvě. | IP            | 2             | 1             | 0             | 1             | -                | -                    | 0                    | 0                    | 0                    | 0                    | -                    | 33     | 7      | 9      | 17     |
| 2023/24             | Neapol              | Serie A             | 12     | 4     | 3      | 5      | nastoupil v lis. a propuštěn byl v úno. | IP+IS         | 1+2           | 0+1           | 0             | 1+1           | -+               | LM                   | 2                    | 1                    | 0                    | 1                    | -                    | 48     | 29     | 10     | 9      |
| Celkem za Neapol    | Celkem za Neapol    | Celkem za Neapol    | 157    | 77    | 45     | 35     | -                                       | -             | 14            | 7             | 1             | 6             | -                | -                    | 28                   | 11                   | 7                    | 10                   | -                    | 199    | 95     | 53     | 51     |
| Celkově             | Celkově             | Celkově             | 655    | 246   | 203    | 206    | -                                       | -             | 48            | 21            | 8             | 19            | -                | -                    | 54                   | 25                   | 14                   | 15                   | -                    | 758    | 292    | 225    | 241    |

## Trenérské úspěchy

### Klubové
- vítěz italského poháru (1x) - Neapol: 2011/12

### Individuální
- Torneo Città di Arco (2011)
- Premio nazionale Andrea Fortunato (2012)
- Premio Nazionale Enzo Bearzot (2022)